# Розыбакиев, Абдулла Ахметович
Абдулла́ Ахме́тович Розыбаки́ев (уйг. Абдулла Ахмет огли Розибакиев‎; род. 31 октября 1897, Семиреченская область, Российская империя — 28 ноября 1937) — советский партийный деятель, участник борьбы за установление Советской власти в Семиречье. Член РКП(б) с 1918 года.

## Биография
По национальности уйгур. Получил образование в Верненской учительской семинарии. В 1925—1927 годах учился в Москве в Коммунистическом университете имени Я. М. Свердлова, с 1933 года — в аспирантуре на ленинских курсах при ЦК ВКП(б), затем в Институте национальностей при ЦИК СССР.
С мая 1917 года Розыбакиев являлся одним из руководителей «Объединённого союза мусульманских рабочих города Верного», участником борьбы за установление Советской власти в Семиречье, членом ВРК, Семиреченского облисполкома и облвоенревкома. С 1918 года был председателем Верненской секции мусульманских коммунистов-большевиков РКП(б), уездным комиссаром и одновременно заместителем заведующего отделом по делам национальностей при Семиреченском обкоме РКП(б) Туркестана, председателем «Революционного союза уйгуров» (с 1921 года — «Революционный союз кашгаро-дунганских рабочих», в 1922 году был объединён с союзом «Кошчи»). В годы революции и гражданской войны работал по вовлечению национальной бедноты в национальные военные формирования. В 1920—1922 годах работал заведующим отделом национальных меньшинств ЦК РКП(б) Туркестана, секретарём бюро Семиреченского обкома партии. С 1922 года являлся председателем Краевого бюро уйгурских и дунганских коммунистов.
В 1918—1925 годах являлся членом редколлегии и редактором национальных газет: «Жедису эшчи-халык мухбири» («Жетысуйский рабоче-крестьянский корреспондент»), «Комек» («Помощь»), «Букара» («Народ»), «Кедей ерки» («Воля бедноты»), «Камбагаллар авази» («Голос бедноты»), с 1931 года — редактором журнала «Кызыл танг».
В 1924—1934 годах являлся заместителем председателя правительственной комиссии по национальному размежеванию, заведующим культпропотделом Сырдарьинского губкома партии, членом президиума Краевой контрольной комиссии — РКИ, заведующим орготделом Казкрайкома ВКП(б), первым секретарём Кзыл-Ординского окружкома партии, первым секретарём Павлодарского райкома партии, наркомом снабжения Казахской АССР. С 1937 года был заместителем заведующего отделом печати и издательств ЦК КП(б) Казахстана.
Являлся делегатом 11-го, 13-го, 16-го съездов партии, 3-го съезда Советов, 3-го и 4-го конгрессов Коминтерна, избирался членом Совета национальностей ЦИК СССР, членом Туркестанского ЦИКа и КазЦИКа, членом ЦК РКП(б) Туркестана, Казахского областного комитета РКП(б), Казахского краевого комитета ВКП(б) и КП(б) Казахстана.
Арестован 29 июля 1937 году, реабилитирован в 1957 году.

## Память
- В 1962 году 17-ю линию города Алматы назвали улицей Розыбакиева[3];
- В Алматы (Казахстан) в сквере ниже КБТУ на Аллее выдающихся деятелей установлен бюст Розыбакиева на постаменте.
- В Алматы построена школа имени Розыбакиева.